# Hôtel de ville de Fismes
L'hôtel de Ville de Fismes a été construit en 1927, il accueille les services municipaux de la ville.

## Situation
L'avant du bâtiment est formé d'un carrefour important de la ville et l'arrière est une place fréquentée de la ville.

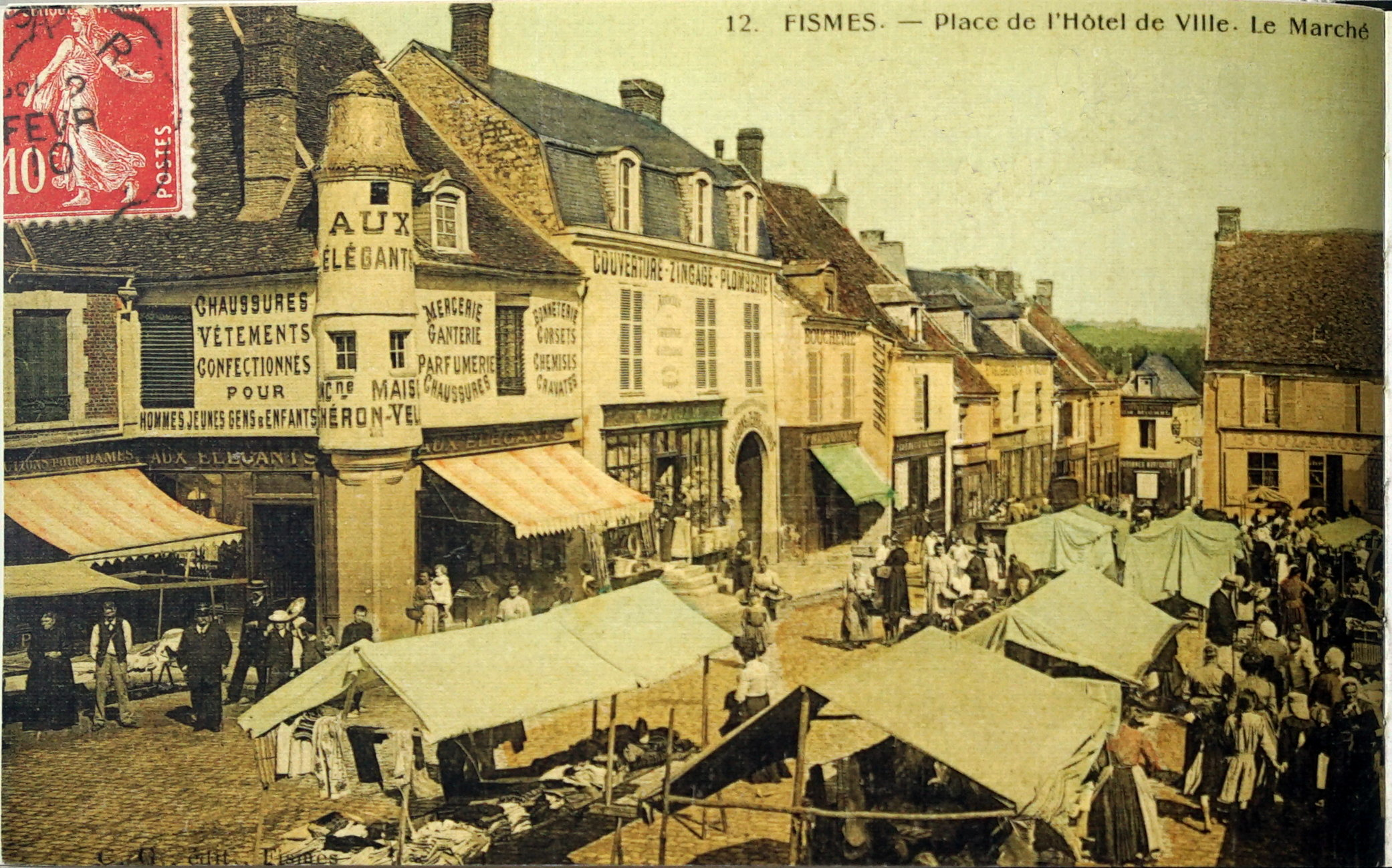
la place en 1910.

## Présentation
L'actuel Hôtel de Ville a été construit en 1927 pour remplacer le bâtiment précédent, détruit pendant la première guerre mondiale. L'autorisation préfectorale du deuxième hôtel de ville date du 2 février 1910 et l'adjudication du 12 septembre 1911 prévoyait un coût de 112 700 francs (17 338 €). L'architecte M. Malgras-Delmas est de Saint-Quentin. Les travaux commencèrent par des fouilles qui mirent au jour d'anciens souterrains, travaux commencés en janvier 1912 par l'entreprise Rigault de Vitry-le-François.
Il a une façade avec un pavillon de style Renaissance tardive ayant une cloche sous un campanile droit. La façade sur trois niveaux successifs verticaux a des fenêtres par trois et un balcon cintré qui fait un porche d'accueil très élégant mais daté. Ces caractéristiques ont été reprises pour le troisième hôtel de ville, mais dans une configuration extérieure surmontée d'un beffroi plus haut et des ornements différents (par exemple gargouilles en bas des sept balcons.                 
Le premier hôtel de ville remontait au XIVe siècle.

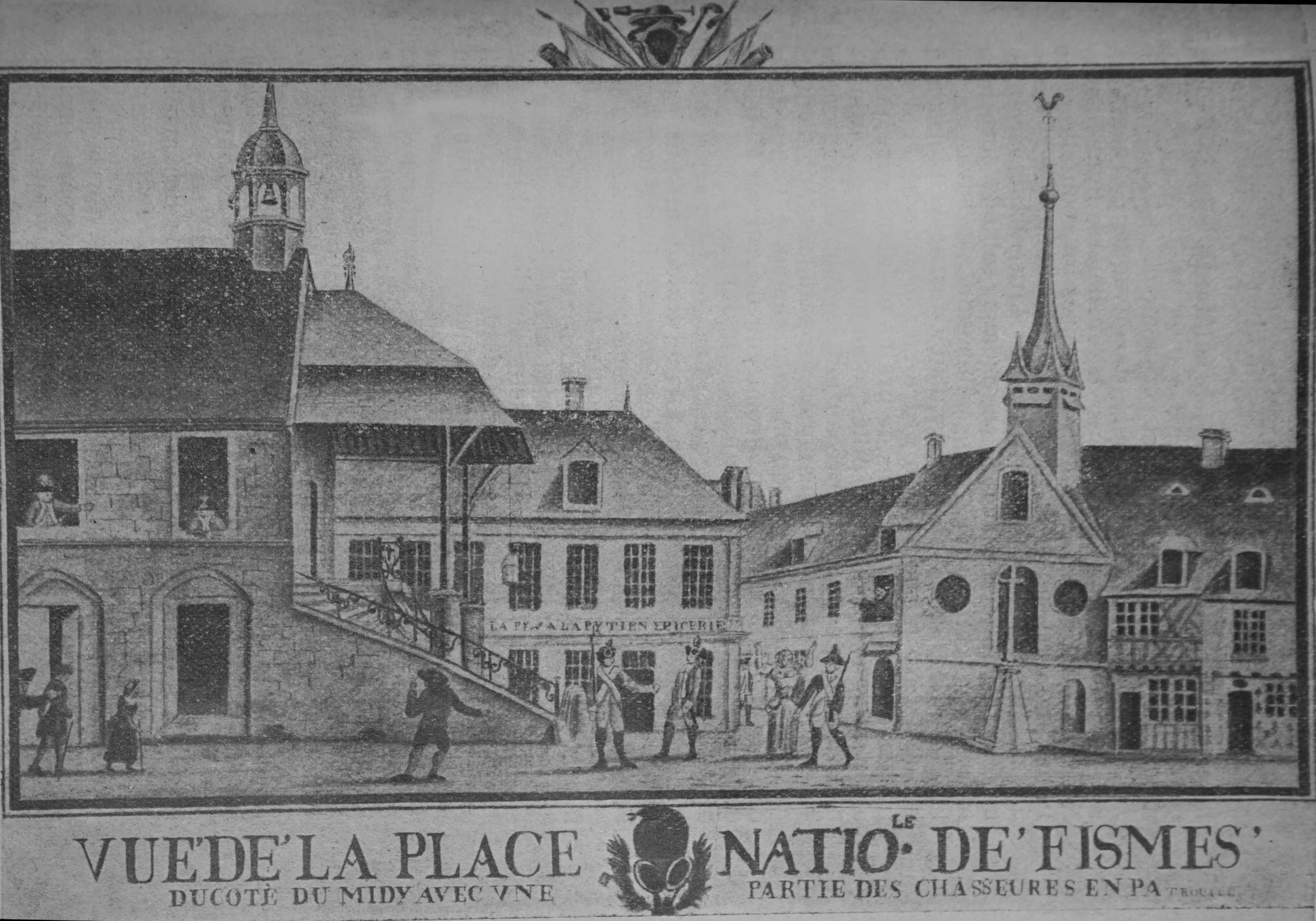
L'ancienne mairie en 1790,
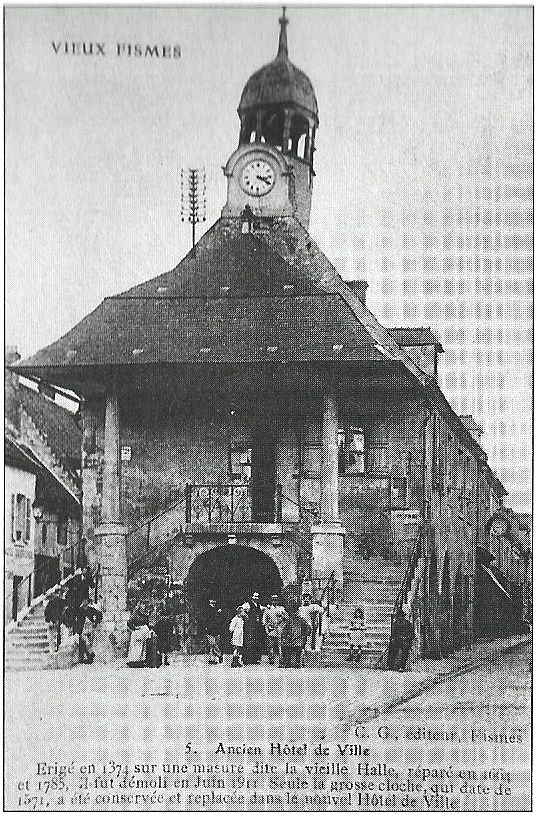
et avant 1913.
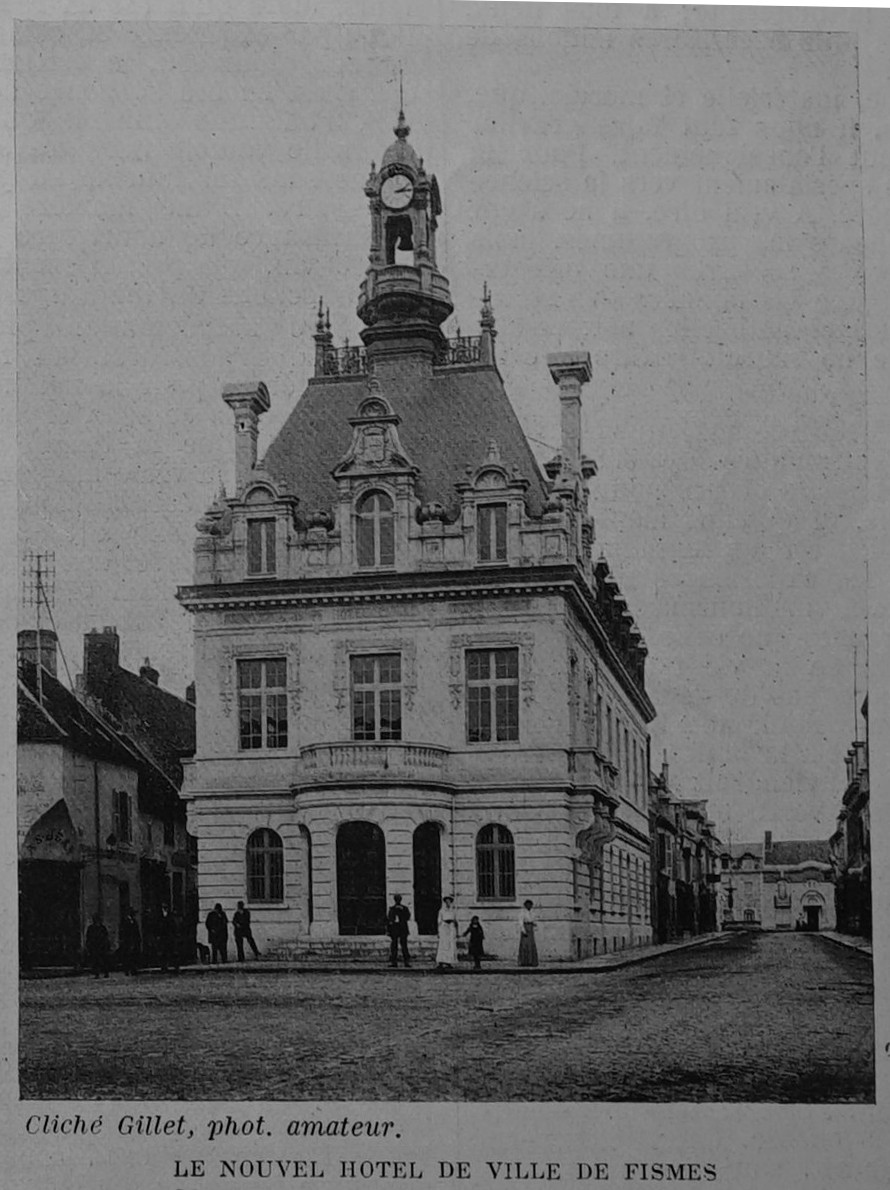
Le bâtiment détruit par la Grande Guerre.
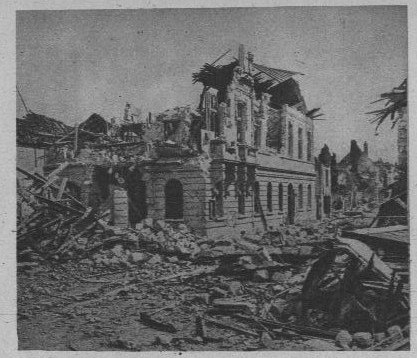
Dégâts de la Grande Guerre.
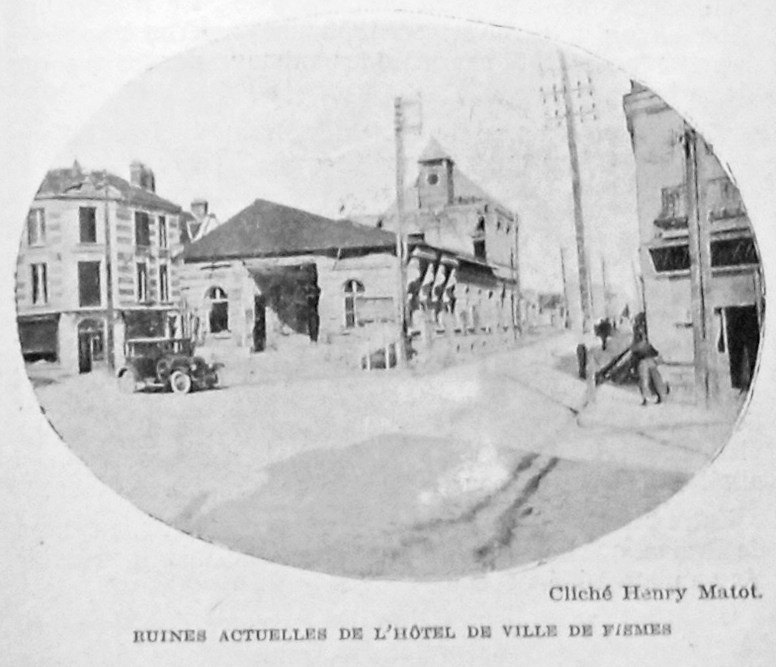
Hôtel de ville provisoire.
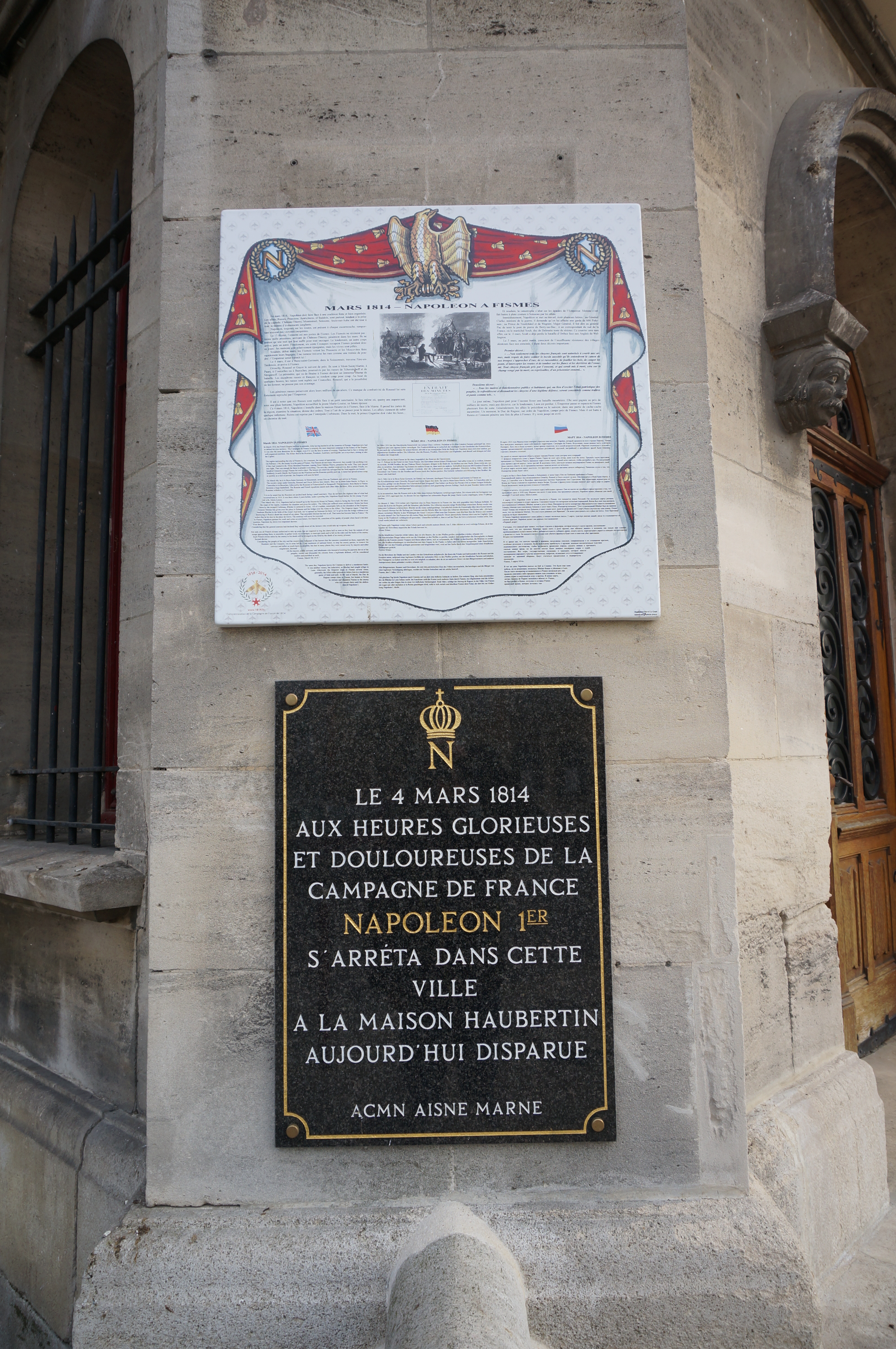
En mémoire de la campagne de France de 1814.